# داني آيرلادند
داني آيرلادند (بالإنجليزية: Danny Ireland)‏ (30 سبتمبر 1990 بسيدني في أستراليا - ) هو لاعب كرة قدم أسترالي في مركز حراسة المرمى. شارك مع منتخب أستراليا تحت 20 سنة لكرة القدم. أما مع النوادي، فقد لعب مع فوريست غرين وكوفنتري سيتي ولامبتون جافاس وهاميلتون أولمبيك وHalesowen Town F.C. ‏ ونونيتون بورو ‏.

## وصلات خارجية
- داني آيرلادند على موقع قاعدة بيانات كرة القدم.إي يو (الإنجليزية)
- داني آيرلادند على موقع Soccerbase.com (لاعب) (الإنجليزية)